# スパイダーマン:スパイダーバース
『スパイダーマン:スパイダーバース』（原題：Spider-Man: Into the Spider-Verse）は、2018年に公開されたアメリカ合衆国のCGアニメ映画作品。マーベル・コミックの漫画を原作とする『スパイダーマン』の映画としては初となるアニメ作品であり、フィル・ロードとクリス・ミラーが製作として携わっている。第91回アカデミー賞長編アニメ映画賞受賞作。
ピーター・パーカーを主人公としていたこれまでの実写作品とは異なり、本作ではブライアン・マイケル・ベンディスとサラ・ピシェリが創作したマイルズ・モラレスを主人公にしており、複数のスパイダーマンが登場する世界を舞台に描いている。

## あらすじ
ブルックリンに住む高校生のマイルス・モラレスは、叔父のアーロンと高架下でグラフィティをしている時、突然変異したクモに噛まれ、特殊な能力を得る。マイルスは駅の地下道でウィルソン・フィスク（キングピン）とグリーン・ゴブリンたちが加速器を使って、異次元との扉を開く実験をしているところに居合わせる。スパイダーマン（ピーター・パーカー）が現れ、実験を阻止しようとするが、加速器が誤作動し重症を負う。ピーターはマイルスに小型のメモリースティックを託した後、キングピンによって殺害された。
ニューヨーク中にスパイダーマンの死を知らせるニュースが広がり、後に彼の告別式が開かれる。マイルスはピーターの意思を継ぎスパイダーマンになるため訓練を始めるが、その過程でメモリースティックを壊してしまう。異次元から来た別のピーター・パーカー（ピーター・B・パーカー）が現れ、自分の次元に帰るためマイルスに協力することとなる。マイルスが受け取ったメモリースティックは、キングピンの加速器を無力化させることが出来る装置だったことが分かる。マイルスとピーター・B・パーカーはスパイダーマンのコスチュームを着てキングピンの研究施設に潜入し、装置を修理するためのデータを盗み出そうとする。
二人はドクター・オクトパスと施設員らに発見され追跡されるが、さらに別の次元から来たスパイダーグウェン（グウェン・ステイシー）に助けられ危機を脱する。グウェンは二人を、ピーター・パーカーの叔母メイの家に連れて行く。マイルス、ピーター・B・パーカーはそこで、フィルム・ノワール世界のスパイダーマン・ノワール、アニメ世界の少女ペニー・パーカー、動物キャラクター世界の子豚型スパイダーマン・スパイダー・ハムたちと出会う。異次元から来たヒーロー達は全員、マイルスの次元にいることによって次第に弱って行き、やがては死んでしまうことが分かる。マイルスは彼らをもとの次元に送り返すことを決意する。
ペニーが装置を修理する間、ピーター・B・パーカーはマイルスの能力をコントロールするため、彼に指導しようとするが成果が上がらない。マイルスは他のヒーローからの重圧に耐えられなくなり、叔父アーロンと会おうとするが、彼の正体がキングピンの手下でヴィランのプラウラーであることを知る。この事実に衝撃を受けたマイルスはメイの家に逃げ帰り、ヒーローたちに叔父がキングピンの手下だったことを説明する。そこにマイルスを尾行してきたキングピン、プラウラー、ドクター・オクトパス、スコーピオン、トゥームストーンが現れ、ヒーローたちと戦闘になる。

## キャスト
| 役名                                              | 俳優                                    | 日本語吹替 |
| ------------------------------------------------- | --------------------------------------- | ---------- |
| マイルス・モラレス / スパイダーマン               | シャメイク・ムーア                      | 小野賢章   |
| ピーター・B・パーカー / スパイダーマン            | ジェイク・ジョンソン                    | 宮野真守   |
| グウェン・ステイシー / スパイダーグウェン         | ヘイリー・スタインフェルド              | 悠木碧     |
| ピーター・パーカー / スパイダーマン・ノワール     | ニコラス・ケイジ                        | 大塚明夫   |
| ペニー・パーカー                                  | キミコ・グレン                          | 高橋李依   |
| ピーター・ポーカー / スパイダー・ハム             | ジョン・ムレイニー                      | 吉野裕行   |
| ピーター・パーカー / スパイダーマン               | クリス・パイン                          | 中村悠一   |
| ウィルソン・フィスク / キングピン                 | リーヴ・シュレイバー                    | 玄田哲章   |
| アーロン・デイヴィス / プラウラー                 | マハーシャラ・アリ                      | 稲田徹     |
| ジェファーソン・デイヴィス                        | ブライアン・タイリー・ヘンリー          | 乃村健次   |
| リオ・モラレス                                    | ルナ・ローレン・ベレス                  | 小島幸子   |
| メイ・パーカー                                    | リリー・トムリン                        | 沢海陽子   |
| メリー・ジェーン・ワトソン                        | ゾーイ・クラヴィッツ                    | 甲斐田裕子 |
| オリヴィア・オクタヴィアス / ドクター・オクトパス | キャスリン・ハーン                      | 渡辺明乃   |
| グリーンゴブリン                                  | ヨーマ・タコンヌ                        | 鶴岡聡     |
| トゥームストーン                                  | マーヴィン・“クロンドン”・ジョーンズ3世 | 鶴岡聡     |
| スコーピオン                                      | ホアキン・コシオ                        | 三宅健太   |
| ヴァネッサ・フィスク                              | レイク・ベル                            | 田中敦子   |
| リチャード                                        | ?                                       | 大平あひる |
| カルロス先生                                      | ナタリー・モラレス                      | 藤田曜子   |
| 男性教師A                                         | ?                                       | 濱野大輝   |
| 男性教師B                                         | ?                                       | 伊原正明   |
| ミゲル・オハラ / スパイダーマン2099               | オスカー・アイザック                    | 関智一     |
| ライラ                                            | グレタ・リー                            | 坂本真綾   |
| アース67のピーター・パーカー / スパイダーマン     | ヨーマ・タコンヌ                        | 稲田徹     |
| 警備員（オマリー）                                | アンドリュー・レビトン                  | 林大地     |
| ジェイ・ジョナ・ジェイムソン                      | アダム・ブラウン                        | 伊原正明   |

- 日本語版制作スタッフ
その他の声の出演：兼政郁人（友達の男の子A）、小松昌平[9]（友達の男の子B）、金香里[9]（友達の女の子）、佐藤愁貴[9]（外の友達）、武田太一[9]（廊下の男子生徒）、川上彩[9]（廊下の女子生徒）、長谷川暖[9]（女性ニュースキャスター）
音響監督：岩浪美和[9]、字幕翻訳：佐藤恵子（東北新社）、吹替翻訳：小寺陽子[9]（東北新社）、監修：杉山すぴ豊[9]（東北新社）、録音：田中和成（オムニバス・ジャパン）、制作担当：綿引立、田村幸生（東北新社）
Mixed at Culver City Sony Pictures Studio, CA
日本語版制作：ソニー・ピクチャーズ エンタテインメント、東北新社[9]

この他にもカメオ出演のキャストとして、スパイダーマン原作者のスタン・リー（高桑満）や、本作に楽曲提供を行ったアーティストのポスト・マローンも参加している。また、ベン・パーカー役で『スパイダーマン (2002年の映画)』で同役を演じたクリフ・ロバートソン（長克巳）がアーカイブ出演している。

## 製作

### 企画
本作の製作が発表される発端となったのは、2014年11月に起きたソニー・ピクチャーズ・エンタテインメント（以下SPE）へのハッキング事件である。ウォール・ストリート・ジャーナル誌の報じた内容によれば、この事件により同社の会長であるエイミー・パスカルが社長のダグ・ベルグラードと交わしていたやり取りが記録されたEメールが流出し、同社がフィル・ロードとクリス・ミラーと共に、スパイダーマンを主役にしたコメディアニメ映画の製作を計画していたことが判明した。ソニーの執行役員は、2015年1月のサミットで「スパイダーマン」のスピンオフ映画に関するディスカッションを行い、プロジェクトについて議論する予定であった。2015年4月に開催されたシネマ・コンでSPE会長のトム・ロスマンは、新たなスパイダーマンの映画作品の公開日を2018年7月20日にすることに加え、プロデューサーにロード、ミラー、パスカル、アヴィ・アラッド、マット・トルマックの5名を迎えること、ロードとミラーが脚本の本稿の執筆にとりかかっていることを発表した。ロスマンは当初作品について、すでに公開されている実写化作品と世界観を共有するものであると語ったが、のちにソニーは作品の舞台について、「実写化作品での世界とは別に存在する世界」であることを述べている。
2015年12月にSPEは映画の公開日を、当初の予定より遅い2018年12月21日とすることを発表した。2016年6月までの間に、ロードは脚本を執筆する作業に入り、ボブ・ペルシケッティが監督に就任した。ミラーは映画について、これまでのスパイダーマンの映画作品とは違った印象を与えることになるとしつつ、「ユニークな映画鑑賞体験として独自の地位を得るだろうね」と語った。内容については、2017年1月に行われたアニメ映画のプレゼンテーションでのSPEの公式発表から、マイルス・モラレスを主人公とする作品であることが噂されており、ピーター・ラムジーはこの時点で共同監督として作品に参加していた。翌月、アレックス・ハーシュが脚本寄稿者として作品に加わったことや、クリスティーナ・スタインバーグがトルマックに代わってプロデューサーに就任したことが明らかとなった。 ロードとミラーは12月、ブラジル・サンパウロで開催されたコミコンでティーザー映像を公開。作品の題名をSpider-Man: Into the Spider-Verseとし、複数のスパイダーマンが本作に登場することを発表した。また、ロドニー・ロスマンが共同監督として本作に加わった。

### 脚本
本作の脚本はロードとロスマンが執筆を担当した。監督のペルシケッティによれば本作を製作するにあたり最初に行ったのは、既にいくつものスパイダーマン映画が公開されている中で本作を作る理由を考えることだったと語っており、これまで長編映画では主役とされていなかったマイルス・モラレスによる新たなスパイダーマンのストーリーを作ることで決定された。マイルスの産みの親である原作者のブライアン・マイケル・ベンディスは、本作のストーリー開発にあたり助言を行っている。
2018年8月、アメリカ映画情報サイトColliderによるペルシケッティ、ラムジー、ロスマンら3人へのインタビューによれば、当初本作はアニマティック映像とストーリーボードだけで2時間を超える長さがあった。これはロードとミラーが「作品で扱うことのできる」ものを基に映画を作るという手法を取っており、最初の段階で可能な限り多くの要素が加えられたためであった。彼らは同インタビューで本作の上映時間は最終的にアニメ映画の標準の長さである90分に収まるだろうと述べている他、エンドクレジット後のシーンをどうするか考えていることを明かした。

### キャスティング
2017年4月、シャメイク・ムーアが主人公マイルス・モラレスの役で本作に参加することが決定し、リーヴ・シュレイバーが不特定の悪役として共演することが発表された。6月にはマハーシャラ・アリとブライアン・タイリー・ヘンリーが、マイルスの親族であるアーロン・デイヴィスとジェファーソン・デイヴィスの役でそれぞれ参加することが発表された。12月にはオリジナルのスパイダーマンであるピーター・パーカーが、本作ではマイルスの助言者として登場することが明らかとなり、2018年4月にジェイク・ジョンソンが役を務めることが発表された。同月、グリーンゴブリン、キングピン、プラウラーといった悪役たちが、漫画シリーズ『アルティメット・マーベル』での姿を基にしたキャラクターデザインで登場することが発表された。6月にはキャスト陣が全て発表され、シュレイバーはキングピンの役を演じることが明らかとなった。また、ヘイリー・スタインフェルドがグウェン・ステイシー、ローレン・ヴェレスがマイルス・モラレスの母親リオ・モラレス、リリー・トムリンがピーター・パーカーの叔母メイ・パーカーを演じることが発表された。7月には追加キャストとしてニコラス・ケイジがスパイダーマン・ノワール、ジョン・ムレイニーがスパイダーハム、キミコ・グレンがペニー・パーカーの役で出演することが発表された。11月にはクリス・パインがマイルスの世界のスパイダーマン、オスカー・アイザックがスパイダーマン2099の役で出演することが発表された。ロードとミラーは「可能な限り多様な」コミックのキャラクターを登場させることを念頭に、マーベルウィキで行われた調査の結果と自分たちが読んだコミックの中から選んだと述べている。

### サウンドトラック
本作のサウンドトラックは、全13曲構成。ヒップホップを主軸にしたテイストのトラックが集められており、ニッキー・ミナージュやジェイデン・スミスのようなプラチナ認定をされているアーティストから、ポスト・マローン＆スウェイ・リー、リル・ウェイン＆タイ・ダラー・サインといった旬アーティストによるコラボなど、ヒップホップシーンを幅広く包括した豪華アルバムだと評され、サウンドトラック単体でも大きな話題を呼んだ。特に主題歌「サンフラワー」は最も印象的なトラックだと言われ、全米ビルボードチャートでも1位を獲得。同楽曲を歌ったポスト・マローンが同作品でカメオ出演を果たしていることも話題となった。

### アニメーション
ロードとミラーは、本作に「コミックの中を歩いている」かのような雰囲気を求めており、実写ではできない手法でストーリーを伝えることを目指していた。ペルシケッティもこの考えに賛同しており、彼はio9のインタビューに対し、「コミックでの表現を映画のスクリーンに落とし込む」というアイデアを基に製作を始めたと語っている。当初は60名のチームが制作に携わっていたが、納期に間に合わせるべく142名にまで増員され、最終的なスタッフ総数は180名以上となった。
本作は手書き風のCGアニメーションで制作され、「線画、絵画、ドット、その他あらゆるコミックのテクニック」と組み合わさった「生きた絵」として表現されたという。コミックのようなルックを実現するため、映像はCGでレンダリングされたのち手書きで仕上げを施すという手法がとられた。作画に関しては2コマ打ち（1秒間に12枚作画）で行われ、スローモーションとなるシーンでは3コマ打ち（1秒間に8枚作画）で制作された。また、絵としての見栄えをよくするため通常では光の当たらない箇所に色塗りを施す作業やモーションブラー（残像）を全て手書きで付け加える作業も行われ、こうした制作手法により、最初の10秒間を仕上げるのに約1年の期間が費やされたという。ロードはこの手法を「全く革命的」なアニメーションと称し、ソニー独自のアニメーションスタイルをコミックアーティストの画風と組み合わせたものと説明している。本作で開発されたアニメーションのプロセスおよび技術は2018年12月、米国特許商標庁に特許申請されている。
各キャラクターのデザインに関しては様々なコミックのスタイルが取り入れられている。実例として、スパイダーグウェンは彼女を主役にしたコミックの画風を基に、スパイダーマン・ノワールは白黒のカラースキームで、スパイダーハムは可能な限りカートゥーン調にそれぞれデザインされている。
なお本作はアナモルフィックフォーマットで制作されている。

## 公開
本作の公開日は、アメリカ合衆国では当初2018年7月20日とされ、のちに同年の12月21日に改められたものの、2018年1月現在では12月14日となっている。

## 評価
Rotten Tomatoesでは、『スパイダーマン:スパイダーバース』は、344件のレビュー中97％で肯定的な評価を受け、平均値は8.7/10を記録している。
本作はクリス・プラット、パットン・オズワルト、ケヴィン・スミス、『ムーンライト』の監督バリー・ジェンキンス、ライアン・ジョンソン、ケイティ・ペリー、ギレルモ・デル・トロ、大坂なおみなどからも賛辞を受けた。
特に、「マーベル・シネマティック・ユニバース（MCU）」においてスパイダーマンを演じているトム・ホランドは、自身の出演作を差し置いて本作を「これまで製作されてきた中で最高のスパイダーマン映画」と称賛している。
2019年3月8日に公開された日本では、ぴあ映画初日満足度ランキングで1位を獲得した。

### 受賞・ノミネート
『スパイダーマン:スパイダーバース』は第91回アカデミー賞長編アニメ映画賞、第76回ゴールデングローブ賞アニメ映画賞、第24回クリティクス・チョイス・アワードアニメ映画賞を受賞し、それら以外にも多くの賞とノミネートを獲得した。アカデミー長編アニメ賞をウォルト・ディズニー・スタジオ・モーション・ピクチャーズ以外の配給映画が受賞したのは『ランゴ』以来、7年ぶりであり、ソニー・ピクチャーズ エンタテインメント配給映画が受賞したのは初であった。
| 賞                                   | 授賞式         | 部門                           | 受賞者 | 結果       | 出典       |
| ------------------------------------ | -------------- | ------------------------------ | --- | ---------- | ---------- |
| アカデミー賞                         | 2019年2月24日  | 長編アニメ映画賞               | ボブ・ペルシケッティ、ピーター・ラムジー、ロドニー・ロスマン、フィル・ロード&クリス・ミラー                     | 受賞       | [ 65 ]     |
| アフリカン・アメリカン映画批評家協会 | 2018年12月11日 | アニメ映画賞                   | スパイダーマン:スパイダーバース                                                                                 | 受賞       | [ 66 ]     |
| EDA賞                                | 2019年1月10日  | アニメ映画賞                   | ボブ・ペルシケッティ、ピーター・ラムジー、ロドニー・ロスマン                                                    | 受賞       | [ 67 ]     |
| EDA賞                                | 2019年1月10日  | 最優秀アニメーション女性       | ヘイリー・スタインフェルド グウェン・ステイシー/スパイダー・グウェン                                            | ノミネート | [ 67 ]     |
| アメリカ映画編集者協会               | 2019年2月1日   | アニメ映画編集賞               | ロバート・フィッシャー・ジュニア                                                                                | 受賞       | [ 68 ]     |
| アニー賞                             | 2019年2月2日   | 長編作品賞                     | アヴィ・アラッド, エイミー・パスカル, フィル・ロード&クリス・ミラー、クリスティーナ・スタインバーグ             | 受賞       | [ 69 ]     |
| アニー賞                             | 2019年2月2日   | キャラクター・アニメーション賞 | David Han | 受賞       | [ 69 ]     |
| アニー賞                             | 2019年2月2日   | キャラクター・デザイン賞       | Shiyoon Kim | 受賞       | [ 69 ]     |
| アニー賞                             | 2019年2月2日   | 監督賞                         | ボブ・ペルシケッティ、ピーター・ラムジー、ロドニー・ロスマン                                                    | 受賞       | [ 69 ]     |
| アニー賞                             | 2019年2月2日   | 美術賞                         | Justin K. Thompson                                                                                              | 受賞       | [ 69 ]     |
| アニー賞                             | 2019年2月2日   | 脚本賞                         | フィル・ロード、ロドニー・ロスマン                                                                              | 受賞       | [ 69 ]     |
| アニー賞                             | 2019年2月2日   | 編集賞                         | Bob Fisher, Andrew Leviton and Vivek Sharma                                                                     | 受賞       | [ 69 ]     |
| 美術監督組合賞                       | 2019年2月2日   | 美術賞                         | Justin K. Thompson                                                                                              | ノミネート | [ 70 ]     |
| ブラック・リール賞                   | 2019年2月7日   | 声優賞                         | マハーシャラ・アリ                                                                                              | ノミネート | [ 71 ]     |
| ブラック・リール賞                   | 2019年2月7日   | 声優賞                         | ブライアン・タイリー・ヘンリー                                                                                  | ノミネート | [ 71 ]     |
| ブラック・リール賞                   | 2019年2月7日   | 声優賞                         | シャメイク・ムーア                                                                                              | 受賞       | [ 71 ]     |
| 英国アカデミー賞                     | 2019年2月10日  | アニメ映画賞                   | ボブ・ペルシケッティ、ピーター・ラムジー、ロドニー・ロスマン、フィル・ロード                                    | 受賞       | [ 72 ]     |
| シカゴ映画批評家協会賞               | 2018年12月7日  | アニメ映画賞                   | ボブ・ペルシケッティ、ピーター・ラムジー、ロドニー・ロスマン                                                    | 受賞       | [ 73 ]     |
| 映画音響協会賞                       | 2019年2月16日  | アニメ映画録音賞               | Brian Smith, Aaron Hasson, Howard London, Michael Semanick, Tony Lamberti, Sam Okell and Randy K. Singer        | ノミネート | [ 74 ]     |
| クリティクス・チョイス・アワード     | 2019年1月13日  | アニメ映画賞                   | ボブ・ペルシケッティ、ピーター・ラムジー、ロドニー・ロスマン                                                    | 受賞       | [ 64 ]     |
| ゴールデングローブ賞                 | 2019年1月6日   | アニメ映画賞                   | ボブ・ペルシケッティ、ピーター・ラムジー、ロドニー・ロスマン、フィル・ロード&クリス・ミラー、エイミー・パスカル | 受賞       | [ 63 ]     |
| ゴールデンラズベリー賞               | 2019年2月23日  | 名誉挽回賞                     | ソニー・ピクチャーズ アニメーション                                                                             | ノミネート | [ 75 ]     |
| ゴールデン・リール賞                 | 2019年2月17日  | アニメ映画賞                   | スパイダーマン:スパイダーバース                                                                                 | 受賞       | [ 76 ]     |
| ゴールデン・リール賞                 | 2019年2月17日  | 音楽賞                         | スパイダーマン:スパイダーバース                                                                                 | 受賞       | [ 76 ]     |
| ゴールデントマト賞                   | 2019年1月11日  | アニメ映画賞                   | スパイダーマン:スパイダーバース                                                                                 | 受賞       | [ 77 ]     |
| ゴールデントマト賞                   | 2019年1月11日  | 最優秀大規模公開映画           | スパイダーマン:スパイダーバース                                                                                 | 4位        | [ 77 ]     |
| ヒューストン映画批評家協会           | 2018年12月17日 | アニメ映画賞                   | スパイダーマン:スパイダーバース                                                                                 | 受賞       | [ 要出典 ] |
| ロサンゼルス映画批評家協会           | 2018年12月9日  | アニメ映画賞                   | スパイダーマン:スパイダーバース                                                                                 | 受賞       | [ 78 ]     |
| ニューヨーク映画批評家協会           | 2018年11月29日 | アニメ映画賞                   | スパイダーマン:スパイダーバース                                                                                 | 受賞       | [ 79 ]     |
| 全米製作者組合賞                     | 2019年1月19日  | アニメ映画製作者賞             | アヴィ・アラッド、フィル・ロード&クリス・ミラー、エイミー・パスカル、クリスティーナ・スタインバーグ             | 受賞       | [ 80 ]     |
| サンディエゴ映画批評家協会           | 2018年12月10日 | アニメ映画賞                   | スパイダーマン:スパイダーバース                                                                                 | 次点       | [ 81 ]     |
| サンフランシスコ映画批評家協会       | 2018年12月9日  | アニメ映画賞                   | スパイダーマン:スパイダーバース                                                                                 | 受賞       | [ 要出典 ] |
| シアトル映画批評家協会               | 2018年12月17日 | アニメ映画賞                   | スパイダーマン:スパイダーバース                                                                                 | 受賞       | [ 要出典 ] |
| セントルイス映画批評家協会           | 2018年12月16日 | アニメ映画賞                   | スパイダーマン:スパイダーバース                                                                                 | 受賞       | [ 82 ]     |
| 視覚効果協会賞                       | 2019年2月5日   | アニメ視覚効果賞               | Joshua Beveridge, Christian Hejnal, Danny Dimian and Bret St. Clair                                             | 受賞       | [ 83 ]     |
| 視覚効果協会賞                       | 2019年2月5日   | キャラクター賞                 | Marcos Kang, Chad Belteau, Humberto Rosa and Julie Bernier Gosselin for Miles Morales                           | 受賞       | [ 83 ]     |
| 視覚効果協会賞                       | 2019年2月5日   | アニメ映画環境賞               | Terry Park, Bret St. Clair, Kimberly Liptrap and Dave Morehead for Graphic New York City                        | 受賞       | [ 83 ]     |
| 視覚効果協会賞                       | 2019年2月5日   | アニメ映画シミュレーション賞   | Ian Farnsworth, Pav Grochola, Simon Corbaux and Brian D. Casper                                                 | 受賞       | [ 83 ]     |
| ワシントンD.C.映画批評家協会賞       | 2018年12月3日  | アニメ映画賞                   | ボブ・ペルシケッティ、ピーター・ラムジー、ロドニー・ロスマン                                                    | ノミネート | [ 84 ]     |
| ワシントンD.C.映画批評家協会賞       | 2018年12月3日  | アニメ声優賞                   | シャメイク・ムーア                                                                                              | ノミネート | [ 84 ]     |

## ショートムービー
- スパイダー・ハムの災難（Spider-Ham：Caught in a Ham）

スパイダー・ハムが主役の短編アニメ作品。アメリカ合衆国では2019年2月26日（日本では同年8月7日（日本語字幕版））に、この映画のブルーレイとDVDの映像特典として発売された。本編では、「ドクター・クロー・ダディに捕まったスパイダー・ハムが、彼の研究室から逃げようとクロー・ダディーをからかう」という内容になっている。